# Département de Chilecito
Le département de Chilecito est une des 18 subdivisions de la province de La Rioja, en Argentine. Son chef-lieu est la ville de Chilecito.
Le département couvrait une superficie de 4 846 km2 et comptait 42 248 habitants en 2001. Sa population était estimée à 47 857 habitants en 2007.